# Вецате
Ве́цате (латыш. Vecate) — населённый пункт в Буртниекском крае Латвии. Административный центр Вецатской волости. Находится на автодороге P16 (Валмиера — Матиши — Мазсалаца). Расстояние до города Валмиера составляет около 37 км. Рядом протекает река Салаца и находится озеро Буртниекс.
По данным на 2007 год, в населённом пункте проживало 298 человек.

## История
Населённый пункт возник у бывшего поместья Вецате (Альт-Оттенноф). Впервые упоминается в 1622 году.
В советское время населённый пункт был центром Вецатского сельсовета Валмиерского района.